# Малая Ерыкла
Малая Ерыкла (чув. Тип Тимеш) — деревня в Сабанчинском сельском поселении Яльчикского района Чувашской Республики.

## Инфраструктура
В деревне находятся 106 дворов, магазин, фельдшерско-акушерский пункт.

## Список улиц
- Зелёная улица
- Михайловский переулок
- Молодёжная улица
- Молодёжный переулок
- Овражная улица
- Садовая улица
- Сухая улица
- Центральная улица

## Местоположение

### Ближайшие населённые пункты
- деревня Уразмаметево (чув. Тăрмăш ялĕ) — 2,43 км
- деревня Тораево (чув. Анатри Тимеш) — 2,64 км
- деревня Полевые Козыльяры (чув. Хĕрлĕçыр ялĕ) — 3,03 км

### Ближайшие города
- Канаш — 44 км
- Алатырь — 93 км

## Население
| 2010 | 2012 |
| ---- | ---- |
| 209  | ↗286 |

Национальный состав: чуваши — 100 % (2002 г.).